# チャールズ・ピアポント (第2代マンヴァーズ伯爵)
第2代マンヴァーズ伯爵チャールズ・ハーバート・ピアポント(英語: Charles Herbert Pierrepont, 2nd Earl Manvers、1778年8月11日 – 1860年10月27日)は、イギリスの貴族、海軍軍人、政治家。1806年から襲爵までニューアーク子爵の儀礼称号を用いた。

## 生涯
チャールズ・ピアポントとアン・オートン・ミルズ(Anne Mills、1756年9月14日 - 1832年8月24日)の次男として生まれた。
士官候補生として海軍に入隊、1797年に士官に昇進したほか、同年8月11日付で18門スループ「キングフィッシャー(HMS Kingfisher)」の海尉艦長を拝命した。彼は同年から翌年にかけて私掠船の摘発任務に従事して、仏私掠船「エスポワール」や「ヴィッツェ」などを拿捕することに成功している。
同任務を終えた彼は続く1798年12月24日付で、74門艦「スパルティエイト(HMS Spartiate)」勅任艦長に昇進、「キングフィッシャー」艦長職はフレデリック・メイトランド一等海尉と交代となった。1799年に本国に帰還すると、仏鹵獲艦コキーユ級フリゲート「デデニューズ」艦長職に補されたが、庶民院議員の兄イヴリンの死去に伴って1801年に海軍を休職した。
海軍を離れた彼は兄の選挙区を引き継いで、ノッティンガムシャー選挙区から出馬し当選した。1803年に離職給を得たため、海軍を正式に退役した。1806年に父チャールズがマンヴァーズ伯爵に叙されたため、以降は襲爵までニューアーク子爵の儀礼称号を用いるとともに、庶民院議員を務めている。
庶民院議員時代はピット肝煎りの予備役拡張法案に反対票を投じたほか、ピットの盟友メルヴィル卿の弾劾裁判時には弾劾派として行動したものの、1804年9月時には、ピット派の一人として数えられた。
1816年に父より爵位を継承したのち、1860年に死去した。長男に先立たれていたため、爵位は次男のシドニーが相続した。

## 逸話
- 海軍在籍時代に、地中海方面勤務中のホレーショ・ネルソンに仕えていた時期がある[6]。

- ジョージ・ベンティンク卿[註釈 3]とは旧知の間柄であったが、ベンティンク卿が彼との会食へ向かう道中で心臓発作に襲われ帰らぬ人となるといった形で友人を喪っている[11]。
- 庶民院議員時代によくサミュエル・フッド提督の答弁に横から口を挟んだという[6]。

## 家族
1804年8月23日にメアリー・レティシア・エア(Mary Letitia Eyre 、1784年10月11日生 - 1860年9月7日没、アンソニー・エアの娘)と結婚して、2男2女をもうけた。
- チャールズ・イヴリン・ピアポント（英語版）(1805年 - 1850年) - イースト・レトフォード選挙区（英語版）選出庶民院議員。
- シドニー・ウィリアム・ハーバート・ピアポント（英語版）(1825年 - 1900年) - 第3代マンヴァーズ伯爵

- メアリー・フランシス・ピアポント (1819年 - 1905年)
- アノーラ・シャーロット・ピアポント (生年未詳 - 1888年)

### 註釈
1. ↑  ナポレオンの英国侵攻を考慮して、英国陸軍の予備役を拡張し国防義勇軍の創設を求める法案。多くの反対に見舞われたが、ピットが押し切って成立している[7]。
2. ↑  メルヴィル卿は海相在任中に公金横領の嫌疑が持たれて、弾劾裁判を受けた。なお、彼は英国史上最後に弾劾によって公職から罷免された人物でもある[8][9]。
3. ↑  首相ディズレーリの若き日の盟友。